# Iola (Kansas)
Iola település az Amerikai Egyesült Államok Kansas államában, Allen megyében, melynek megyeszékhelye is. Lakosainak száma 5396 fő (2020. április 1.).

## Népesség
A település népességének változása:

| 2010 | 5 704 |
| 2020 | 5 396 |